# 常盤 (札幌市)
常盤（ときわ）は北海道札幌市南区の地名。真駒内川流域の一帯で、川と並行して真駒内通（国道453号）が南北に走っている。

## 歴史
もともと一帯は監獄用地で、石山との境界である常盤一号橋付近に1900年（明治33年）まで苗穂監獄の分監があった。その後払い下げになった土地に石川県から十数戸が移住してきたが、生活は苦しかったという。
1902年（明治35年）か1903年（明治36年）ごろ、真駒内川を通じて札幌に送るための木材を引き上げて集積する場所として用いられるようになり、一帯は「土場」と呼ばれるようになった。また同じころ、上流側の旧真駒内御料地では徳島県からの入植者が開拓を始め、1905年（明治38年）ごろに沢の奥で湯が湧いているという話が持ち上がったことから、こちらの地名は「湯の沢」となった。
1907年（明治40年）ごろ、札幌軟石切り出しのため、石山から常盤神社の下までトロッコレールが敷かれた。
1910年（明治43年）には、常盤小学校(現芸術の森小学校)の前身である石山小学校(現石山緑小学校)土場特別教育所が設置、1916年（大正5年）公立土場尋常小学校として独立する。
1913年（大正7年）以降にレールは外されて道路へと改修されている。昭和時代に入るころには水田耕作のほか、野菜やリンゴの栽培も行われるようになり、牧場が開かれたこともあった。
1944年（昭和19年）、常盤木の森林が多いことから地名を「土場」から「常盤」へと改め、併せて「湯の沢」地区も包含された。
太平洋戦争末期には東京からの疎開入植があり、また戦後には外地引揚者が入植するなどして、人口が急増した。
1961年（昭和36年）5月、合併により札幌郡豊平町から札幌市の一部となる。

## 施設
- 関口雄揮記念美術館
- 常盤公園
- ときわ病院
- 札幌市立常盤中学校
- 札幌市立芸術の森小学校
- 旧札幌市立常盤小学校
- ときわみなみの幼稚園
- 常盤神社